# Universidad Austral (Buenos Aires)

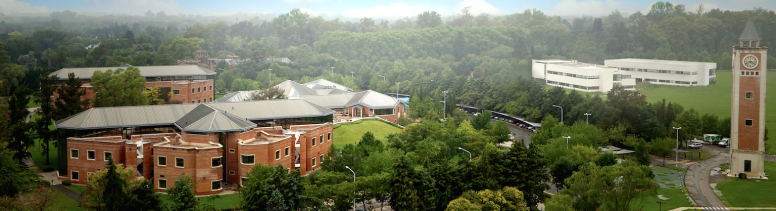
Campus der Universität in Pilar (Buenos Aires).

Die Universität Austral (spanisch: Universidad Austral) ist eine private Universität in Argentinien mit Sitz in Pilar, Buenos Aires. Sie ist eine der renommiertesten Universitäten Argentiniens und nach den QS World University Rankings 2024 die beste Privatuniversität des Landes für die Fächer Rechtswissenschaften, Medizin und Wirtschaftswissenschaften.
Mit Stand Dezember 2021 zählt die Universität über 4000 Studierende und beschäftigt gleichzeitig über 1000 Lehrende.

## Studienangebot
Das Studienangebot unterscheidet sich zwischen dem grundständigen Studium (carrera de grado) und dem postgraduierten Studium (posgrado). Erstere dienen dem Erwerb eines Bachelor-Abschlusses, letztere dem Erwerb eines Masters oder Doktorgrades. Die Universität bietet über 80 Kursangebote an insgesamt neun Fakultäten an, u. a. in den Fachbereichen Wirtschaft, Recht, Medizin, Ingenieurwissenschaften und Philosophie.
Mit Stand 2022 finden die Kurse an der Universität Austral an den drei Standorten Buenos Aires, Pilar und Rosario statt. Der Hauptstandort in Pilar erstreckt sich über 90 Hektar, auf denen viele Fakultäten sowie das Rektorat der Universität untergebracht sind. Außerdem befinden sich dort die IAE Business School und der Austral Park (ein Wissenschafts-, Technologie- und Geschäftszentrum).

## Geschichte
Im Jahr 1991 erteilte das Bildungsministerium die Genehmigung für den Betrieb der späteren Universität Austral. Im selben Jahr wurde in der Stadt Rosario die Fakultät für Wirtschaftswissenschaften gegründet.
1992 wurde die Fakultät für Informationswissenschaften (heute Fakultät für Kommunikation) gegründet. 1994  kam die Fakultät für Ingenieurwissenschaften mit verschiedenen Studiengängen im Wirtschaftsingenieurwesen hinzu.
Die Fakultät für Rechtswissenschaften wurde 1995 gegründet. Im selben Jahr wurde der Studiengang Rechtswissenschaften eingeführt, der zu den verschiedenen Kursen und Aufbaustudiengängen hinzukam, die die Universität über ihr Institut für Forschung und Aufbaustudien im Bereich der Rechtswissenschaften angeboten hatte.
Im Jahr 1996 wurde die Fakultät für Biomedizinische Wissenschaften gegründet.
Im Jahr 2008 wurden das Institut für Philosophie und der Austral Park, ein Wissenschafts-, Technologie- und Geschäftszentrum auf dem neuen Campus in Pilar, gegründet.
2013 wurde das Gebäude der Universität für Studierende auf dem Campus Pilar eingeweiht. Das Campus-Projekt wurde in Anlehnung an den Campus der Universität von Navarra in Pamplona entwickelt. Zu Beginn des akademischen Jahres 2014 wurde der Campus im Departamento Garay bereits geschlossen und alle Studiengänge, die an der Universität begannen (mit Ausnahme derjenigen, die in Rosario studiert wurden), wurden auf den Campus in Pilar verlegt. 
Hier begann die weitere Entwicklung der Universität mit der Einführung des Studiengangs Psychologie im Jahr 2014 und der Gründung der Fakultät für Politik, Regierung und internationale Beziehungen im Jahr 2015.